# Gordius albopunctatus
Gordius albopunctatus är en djurart som tillhör fylumet tagelmaskar, och som beskrevs av Müller 1927. Gordius albopunctatus ingår i släktet Gordius, och familjen Gordiidae. Inga underarter finns listade i Catalogue of Life.